# Жулиньский, Роман
Роман Жули́ньский (пол. Roman Żuliński; 28 января 1837 — 5 августа 1864 Варшава) — польский математик и повстанец.
Был учителем математики, написал учебник Zasady rachunku różniczkowego i całkowitego. Был членом группировки «белых». Во время Январского восстания 1863 года был членом Народного Правительства. Приговорён был к смертной казни через повешение, повешен вместе с Ромуальдом Траугуттом, Рафалом Краевским, Яном Езёранским и Юзефом Точинским в Варшавской цитадели.